# 简书
简书是一个以互联网为基础的可以进行独立内容创作和发布的平台，属于一种互联网自媒体平台，是中国大陆地区可用的类似于Medium的互联网服务：
- 用户可以订阅专集或者作者阅读选择性内容；
- 作者可以有较为简洁的发布和管理途径[5]，支持使用Markdown进行创作[6][2]，并且可以对创作进行归类管理[2][6]。
- 依照网站介绍，用户无论注册与否，均可以在其上发布作品与交流评价[7]。

## 历史
简书由上海佰集信息科技有限公司运营，其创始合伙人均为上海同济大学毕业。
简书在2013年4月推出网站服务并开放注册，并在2014年5月获得戈壁创投的500万元人民币天使轮投资。
2014年10月，简书推出App安卓版应用，并于同年12月上线iOS版应用。
2016年6月，简书宣布完成A轮百万美元投资，投资方为赛富亚洲基金，估值达千万美元。
2017年4月，简书宣布获得B轮融资4200万，领投方为君联资本与海纳亚洲创投基金。

## 争议
- 2019年1月，简书网运营方上海佰集信息科技有限公司因为违规登载新闻信息，被上海市网信办处罚，其负责人受到上海市网信办约谈并被要求整改，网站负责人表示接受处罚并吸取教训[11]。
- 2019年8月29日，简书因个别上传作品用户违反《中华人民共和国网络安全法》《互联网信息服务管理办法》《互联网新闻信息服务管理规定》《互联网用户公众账号信息服务管理规定》《移动互联网应用程序信息服务管理规定》等相关法律法规，平台审核不严，传播了违法违规信息，从2019年8月29日16时至9月28日16时，暂停所有用户发布功能，并对平台上内容进行全面彻底清理整顿。[12]